# Brian Tinega
Brian Onyari Tinega (24 de noviembre de 2002) es un deportista keniano que compite en atletismo, especialista en las carreras de velocidad. Ganó una medalla de bronce en los Relevos Mundiales 2025, en la prueba de 4 × 400 m mixto.

## Palmarés internacional
| Relevos Mundiales | Relevos Mundiales | Relevos Mundiales | Relevos Mundiales |
| Año               | Lugar             | Medalla           | Prueba            |
| ----------------- | ----------------- | ----------------- | ----------------- |
| 2025              | Cantón (China)    | Medalla de bronce | 4 × 400 m mixto   |